# Genere femminile
Il femminile è un genere grammaticale, presente in molte lingue che posseggano tale categoria. 
Esso si applica di norma ai soggetti animati di sesso femminile, ma spesso viene usato anche con inanimati.
Per esempio, in italiano sono sostantivi femminili donna (animato femminile) e tovaglia (inanimato).
Nel caso si accosti il termine femminile al sostantivo "voce" si intende tipicamente un tipo di voce suadente e acuta, detta anche voce bianca. La voce femminile è tipica delle donne e pertanto è difficile che un uomo possa riprodurla.